# サタンがおまえを待っている
『サタンがおまえを待っている』（Satan Wants You）は、スティーヴ・J・アダムズとショーン・ホーラー監督による2023年のカナダのドキュメンタリー映画である。この映画は1980年代初頭のサタニック・パニックを題材としており、現在では信憑性が失われている書籍『Michelle Remembers』に特に焦点が当てられている。

## 内容
サウス・バイ・サウスウエストでの上映の際、この映画は「1980年代のサタニック・パニックが、精神科医ラリー・パズダーとその患者のミシェル・スミスによるセンセーショナルな回想録『Michelle Remembers』によってどのように引き起こされたのか、語らざれる物語が描かれている。（中楽）このベストセラー書籍では、回復記憶療法を用いてミシェルが赤ん坊誘拐魔のサタニストたちによってさらわれたとする事実が露わにされている。法執行機関とアメリカの昼間のテレビ番組のブームによって増幅されたサタニズムの噂話は、パニックに陥った世界各地のコミュニティに広まり、破壊の波と冤罪を残していった。この映画は、モラル・パニックとカルト陰謀論の根源を深く掘り下げ、これらの出来事が現在も我々の現実を歪め続けていることを示している」と説明された。
この映画ではまた、Qアノン、ピザゲート、LGBTグルーミングといった現代の陰謀論との類似点も示されている。

## 公開
『サタンがおまえを待っている』は2023年3月にサウス・バイ・サウスウエスト（SXSW）映画祭でプレミア上映、4月にホット・ドックス・カナダ国際ドキュメンタリー映画祭でカナダ初上映、8月より一般公開された。

## 評価
『グローブ・アンド・メール』は、「『サタンがおまえを待っている』はコメンタリーやアーカイブ映像で溢れているものの、妄想を位置づける歴史的・政治的文脈が欠如している。突き詰めれば、この件はセイラム魔女裁判から1600年代フランスの毒物事件に至るまで、あらゆるものに根ざした破壊的な連鎖なのだ。この映画が『Michelle Remembers』と、アレックス・ジョーンズやドナルド・トランプによる現在の偽情報時代との関係性を指摘し始めた頃には、そのパンチは本来あるべき威力を失っている。このドキュメンタリーで取り上げるべきは、巨大な恐ろしい全体像であるべきだが、既に過度に分析され尽くした1つの特定の事件の細部に拘りすぎている」と評した。
『コライダー』はこの映画をBマイナスと格付け、「モラル・パニックを描いた物語であるだけではなく、真実として提示された嘘に人々が影響されたときに何が起こるかが描かれている」と評した。批判点の1つとして、「このドキュメンタリーは、こうした詳細を深く掘り下げる時間が十分に用意されていない。連続ドキュメンタリー番組の方が適切だったかもしれないが、現状でも、アメリカ史における不穏な時代を鮮明に描いている」と論じられた。この批評ではまた、映画ではこの事件におけるカトリック教会の影響についても触れられているものの、「教会は本来受けるべきほどの非難をされていない」と指摘されている。これに関して『スケプティカル・インクワイアラー』誌は、この映画には「これまで聞いたことのない通話記録」が含まれており、「カトリック教会は、あの本が人々を教会へ呼び戻すきっかけになると信じており、本書の出版と宣伝ツアーに資金提供することに熱心だった」ことが明かされていると報じた。
AIPTは、この映画が軌道に乗るまでに時間を要したと評し、「一部の観客が期待するような、サタニック・パニックの詳細な分析ではない。この作品は、その始まりと、それがもたらした被害を描いている。数百万人（!）の子供たちが闇の帝王の生け贄として誘拐されたという懸念により、人々の生活と名誉が破壊された。また、集団ヒステリーがいかに容易に発生するかを示す警告の物語でもある」と論じた。
Filmcarnage.comはこの映画について、「他の作品が見落としていた多くの点を的確に捉えている。この映画は、こうした物議を醸すテーマにオープンな心で取り組み、判断を保留し、代わりに脆弱さ、注目を欲する、操作的であることが何を意味するかを探究している。適度な暗さとホラー風味を巧みに織り交ぜられ、卓越した緊張感溢れる雰囲気を醸し出している。最終的に、恐怖を煽る行為がもたらす深い、響き渡るような損害について切実な問いが投げかけられ、また、ソーシャルメディアに熱中する世界では、その行為がどれだけ容易に実行できるかを的確に想起させる作品となっている」と評した。

### 受賞とノミネート
2023年のファンタジア国際映画祭で上映され、DGC観客賞（カナダ映画部門）を受賞した。
マーク・ドルモントは2023年のカナダ映画音楽賞のオリジナル音楽賞（ドキュメンタリー映画部門）にノミネートされた。